# Referèndum constitucional uruguaià de 2004

Política de l'Uruguai.

El referèndum d'una esmena constitucional sobre la propietat pública del proveïment d'aigua potable va tenir lloc a l'Uruguai el 31 d'octubre del 2004, al mateix temps que les eleccions presidencials.

## Tema
L'esmena proposta a la constitució tractava del proveïment d'aigua i del sanejament, incloent un argument on es deia que l'accés a l'aigua potable i al sanejament eren drets fonamentals dels éssers humans, i que
El servei públic de clavegueram i el servei públic de proveïment d'aigua per a consum humà, es proveirà exclusivament i directament per persones legals de l'estat.
L'esmena tenia el suport del candidat presidencial triomfant, Tabaré Vázquez, i de la coalició política del Front Ampli. Els Amics de la Terra també van donar suport a aquesta iniciativa, argumentant que "crea un precedent fonamental per a la protecció de l'aigua en tot el món, en incloure aquests principis en la Constitució d'un país per mitjans democràtics."  Arxivat 2007-04-11 a Wayback Machine.

## Resultat
L'esmena va ser aprovada per quasi un 63% dels votants.
| Resposta  | Vots | %      |
| --------- | ---- | ------ |
| A favor   |      | 62,75% |
| En contra |      | 37,25% |
| Total     |      | 100%   |

## Conseqüències
El maig de 2005, el govern va dir que els contractes amb companyies privades de proveïment d'aigua serien respectats fins a la seva caducitat. 